# Jules Jordan
Jules Jordan (nacido con el nombre de Ashley Gasper el 25 de mayo de 1972 en Harrisburg, Pensilvania) es un director, productor y actor pornográfico estadounidense, propietario de la productora Jules Jordan Video.

## Biografía
Sus películas eran distribuidas por Evil Angel, la productora de John Stagliano, hasta enero de 2006 cuando Jules Jordan creó su propia productora llamada Jules Jordan Video. 
Comenzó a indagar en la industria del porno gracias a su antiguo trabajo en un sex shop en Pensilvania. Pasado un tiempo empezó a filmar sus propias películas en Pensilvania y después decidió mudarse a Los Ángeles, corazón de la industria del porno en Estados Unidos, donde su carrera como director alcanzó el estrellato.
Aunque en Estados Unidos y la mayoría de países occidentales sus películas son perfectamente legales, en el Reino Unido sus películas son sometidas a cortes de varios minutos para poder ser vendidas legalmente, debido a las extremas prácticas sexuales que aparecen en ellas y que no está permitido mostrar según las leyes del país.
En la actualidad Jules Jordan mantiene una relación sentimental con la actriz porno Jenna Haze.